# Agonum planipenne
Agonum planipenne är en skalbaggsart som beskrevs av Victor Ivanovitsch Motschulsky. Agonum planipenne ingår i släktet Agonum och familjen jordlöpare. Inga underarter finns listade i Catalogue of Life.